# Münsing
Münsing är en kommun och ort i Landkreis Bad Tölz-Wolfratshausen i Regierungsbezirk Oberbayern i förbundslandet Bayern i Tyskland.